# Champagnac (Charente Marittima)
Champagnac è un comune francese di 545 abitanti situato nel dipartimento della Charente Marittima nella regione della Nuova Aquitania.

## Società

### Evoluzione demografica
Abitanti censiti